# Bardüttingdorf
Bardüttingdorf is een plaats in het zuidwesten van de Duitse gemeente Spenge, deelstaat Noordrijn-Westfalen, en telt 1.104 inwoners (1 december 2018).
Bardüttingdorf ontstond in de 19e eeuw door een fusie van de nederzettingen Baringdorf en Düttingdorf. Baringdorf werd in 1151 als Bernincthorpe, en Düttingdorf in 1252 als Duttincthorpe voor het eerst in een document vermeld.